# Pissotte
Pissotte est une commune française située dans le département de la Vendée, en région Pays de la Loire.
Ses habitants sont appelés les Pissottais.

## Géographie
Le territoire municipal de Pissotte s'étend sur 1 192 hectares. L'altitude moyenne de la commune est de 67 mètres, avec des niveaux fluctuant entre 8 et 107 mètres,.
|          | Bourneau          | Mervent  |
| Sérigné  | Pissotte          | L'Orbrie |
| Longèves | Fontenay-le-Comte |          |

### Climat
Pour des articles plus généraux, voir Climat des Pays de la Loire et Climat de la Vendée.
En 2010, le climat de la commune est de type climat océanique franc, selon une étude du CNRS s'appuyant sur une série de données couvrant la période 1971-2000. En 2020, Météo-France publie une typologie des climats de la France métropolitaine dans laquelle la commune est exposée à un climat océanique et est dans une zone de transition entre les régions climatiques « Bretagne orientale et méridionale, Pays nantais, Vendée » et « Poitou-Charentes ». 
Pour la période 1971-2000, la température annuelle moyenne est de 11,9 °C, avec une amplitude thermique annuelle de 14,4 °C. Le cumul annuel moyen de précipitations est de 881 mm, avec 13,6 jours de précipitations en janvier et 6,9 jours en juillet. Pour la période 1991-2020, la température moyenne annuelle observée sur la station météorologique de Météo-France la plus proche, sur la commune de Scillé à 22 km à vol d'oiseau, est de 12,1 °C et le cumul annuel moyen de précipitations est de 954,6 mm,. Pour l'avenir, les paramètres climatiques de la commune estimés pour 2050 selon différents scénarios d'émission de gaz à effet de serre sont consultables sur un site dédié publié par Météo-France en novembre 2022.

## Urbanisme

### Typologie
Au 1er janvier 2024, Pissotte est catégorisée bourg rural, selon la nouvelle grille communale de densité à sept niveaux définie par l'Insee en 2022.
Elle appartient à l'unité urbaine de Fontenay-le-Comte, une agglomération intra-départementale regroupant quatre  communes, dont elle est une commune de la banlieue,,. Par ailleurs la commune fait partie de l'aire d'attraction de Fontenay-le-Comte, dont elle est une commune de la couronne,. Cette aire, qui regroupe 30 communes, est catégorisée dans les aires de moins de 50 000 habitants,.

### Occupation des sols
L'occupation des sols de la commune, telle qu'elle ressort de la base de données européenne d’occupation biophysique des sols Corine Land Cover (CLC), est marquée par l'importance des territoires agricoles (62,5 % en 2018), une proportion sensiblement équivalente à celle de 1990 (63,2 %). La répartition détaillée en 2018 est la suivante : 
terres arables (32,4 %), forêts (28,4 %), zones agricoles hétérogènes (19,4 %), prairies (10,8 %), zones urbanisées (9,1 %). L'évolution de l’occupation des sols de la commune et de ses infrastructures peut être observée sur les différentes représentations cartographiques du territoire : la carte de Cassini (XVIIIe siècle), la carte d'état-major (1820-1866) et les cartes ou photos aériennes de l'IGN pour la période actuelle (1950 à aujourd'hui).

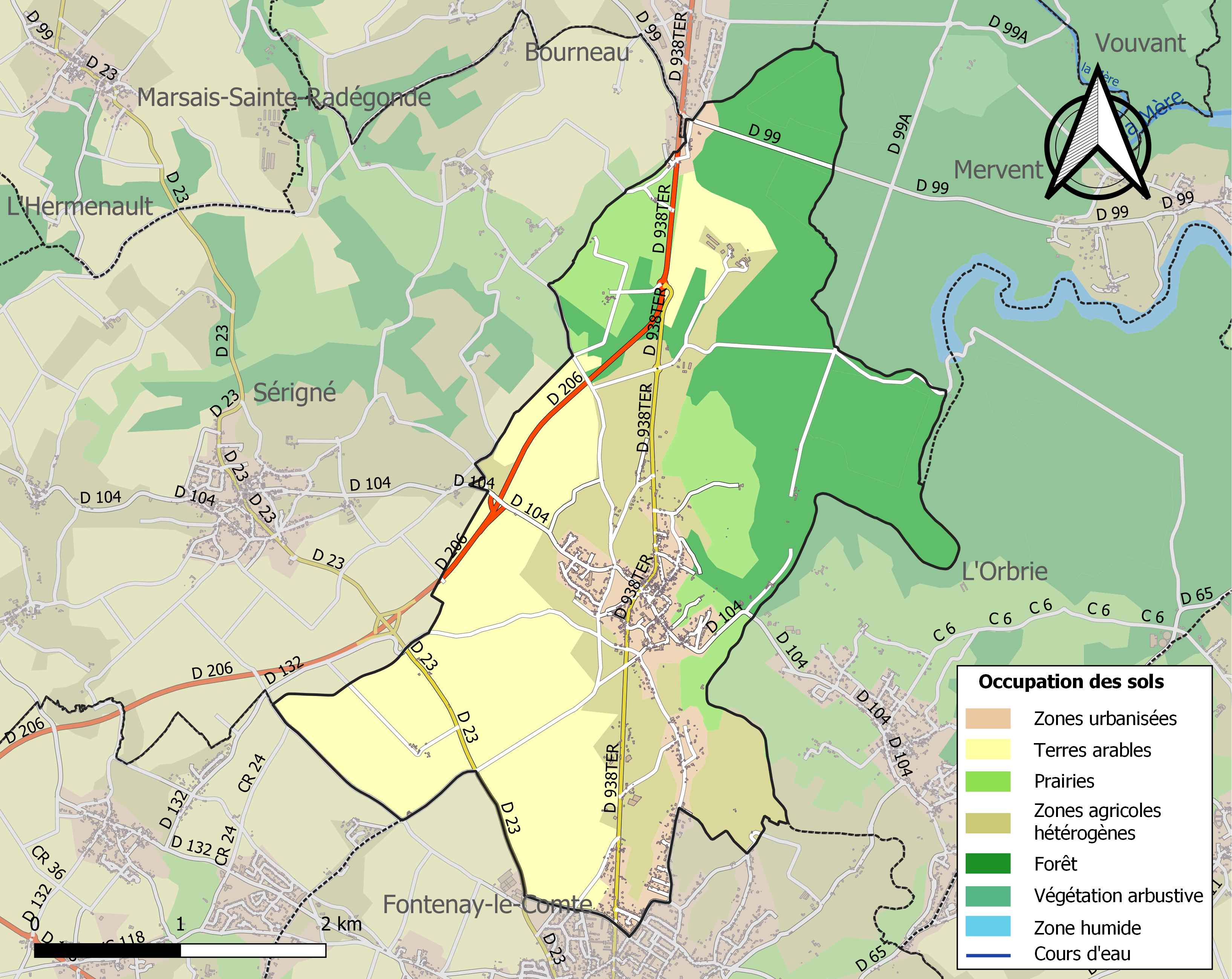
Carte des infrastructures et de l'occupation des sols de la commune en 2018 (CLC).

## Toponymie
Attestée sous les formes Pixote Villa en 976, Pysault au XIIe siècle, Pissotellis en 1317, Puisset début du XIVe siècle, Pisset en 1369, Pissot en 1155-1260-1544 au XVIIe – XVIIIe siècle, de 1607 à 1789, Pissote de 1789 à 1791, Pissotte de 1791 à nos jours.
Indique la présence d'un petit ruisseau au débit infinitésimal.

## Politique et administration

### Liste des maires
| Période                                  | Période  | Identité        | Étiquette | Qualité             |
| ---------------------------------------- | -------- | --------------- | --------- | ------------------- |
| Les données manquantes sont à compléter. |          |                 |           |                     |
| 16 mars 2001                             | En cours | Michel Savineau | DVD       | Exploitant agricole |

## Population et société

### Démographie

#### Évolution démographique
L'évolution du nombre d'habitants est connue à travers les recensements de la population effectués dans la commune depuis 1793. Pour les communes de moins de 10 000 habitants, une enquête de recensement portant sur toute la population est réalisée tous les cinq ans, les populations de référence des années intermédiaires étant quant à elles estimées par interpolation ou extrapolation. Pour la commune, le premier recensement exhaustif entrant dans le cadre du nouveau dispositif a été réalisé en 2008.

En 2022, la commune comptait 1 144 habitants, en évolution de +1,51 % par rapport à 2016 (Vendée : +5,33 %, France hors Mayotte : +2,11 %).
| 1793 | 1800 | 1806 | 1821 | 1831 | 1836 | 1841 | 1846 | 1851 |
| ---- | ---- | ---- | ---- | ---- | ---- | ---- | ---- | ---- |
| 542  | 627  | 588  | 588  | 705  | 750  | 859  | 908  | 902  |

| 1856 | 1861 | 1866 | 1872 | 1876 | 1881 | 1886 | 1891 | 1896 |
| ---- | ---- | ---- | ---- | ---- | ---- | ---- | ---- | ---- |
| 903  | 908  | 880  | 905  | 883  | 899  | 992  | 891  | 863  |

| 1901 | 1906 | 1911 | 1921 | 1926 | 1931 | 1936 | 1946 | 1954 |
| ---- | ---- | ---- | ---- | ---- | ---- | ---- | ---- | ---- |
| 890  | 900  | 880  | 755  | 761  | 723  | 721  | 820  | 789  |

| 1962 | 1968 | 1975 | 1982  | 1990  | 1999  | 2006  | 2008  | 2013  |
| ---- | ---- | ---- | ----- | ----- | ----- | ----- | ----- | ----- |
| 841  | 817  | 863  | 1 068 | 1 090 | 1 101 | 1 169 | 1 188 | 1 141 |

| 2018  | 2022  | - | - | - | - | - | - | - |
| ----- | ----- | - | - | - | - | - | - | - |
| 1 160 | 1 144 | - | - | - | - | - | - | - |

#### Pyramide des âges
La population de la commune est relativement âgée.
En 2018, le taux de personnes d'un âge inférieur à 30 ans s'élève à 26,1 %, soit en dessous de la moyenne départementale (31,6 %). À l'inverse, le taux de personnes d'âge supérieur à 60 ans est de 37,9 % la même année, alors qu'il est de 31,0 % au niveau départemental.
En 2018, la commune comptait 529 hommes pour 631 femmes, soit un taux de 54,40 % de femmes, largement supérieur au taux départemental (51,16 %).
Les pyramides des âges de la commune et du département s'établissent comme suit.
| Hommes | Classe d’âge | Femmes |
| ------ | ------------ | ------ |
| 1,3    | 90 ou +      | 5,1    |
| 11,9   | 75-89 ans    | 15,1   |
| 22,3   | 60-74 ans    | 19,8   |
| 22,9   | 45-59 ans    | 19,3   |
| 15,3   | 30-44 ans    | 14,7   |
| 10,0   | 15-29 ans    | 9,8    |
| 16,3   | 0-14 ans     | 16,2   |

| Hommes | Classe d’âge | Femmes |
| ------ | ------------ | ------ |
| 0,8    | 90 ou +      | 2,2    |
| 8,7    | 75-89 ans    | 11,1   |
| 20,3   | 60-74 ans    | 21,3   |
| 20     | 45-59 ans    | 19,4   |
| 17,5   | 30-44 ans    | 16,8   |
| 15     | 15-29 ans    | 13,2   |
| 17,7   | 0-14 ans     | 16,1   |

## Lieux et monuments
- Surtout connu dans la région pour ses vignobles (Fiefs Vendéens), le village de Pissotte est l'un des plus anciens. Le Roc de Saint Luc aurait été son premier lieu d'implantation.
- La rivière Vendée qui coule en contrebas du village a vu très vite l'installation de moulins à eau : les moulins de Crochet, Gachet et Sauvaget sont toujours visibles et s'intègrent à présent dans des cadres enchanteurs. Plus loin, la fontaine Tabarotte est une des curiosités de la région. La source y est connue de tout temps, mais un lavoir y a été aménagé au XVIIIe siècle.
- Dans le village et aux alentours, de très beaux bâtiments, logis, châteaux, témoignent de la prospérité de cette petite commune : La Groie, la Petite Groie, La Lizardière, Les Saulzes, la Folie Brunetière, le Château du Poiron[23].
- Église Saint-Remi.

## Pour approfondir